# Reute (Breisgau)
Reute település Németországban, azon belül Baden-Württembergben. Lakosainak száma 2928 fő (2023. december 31.). Reute Emmendingen és Teningen községekkel határos.

## Népesség
A település népessége az elmúlt években az alábbi módon változott:
| Lakosok száma | 1883 | 2915 | 2896 | 2841 | 2880 | 2928 |
|               | 1975 | 2017 | 2019 | 2021 | 2022 | 2023 |